# Подарга
Подарга (грч. Ποδάρκη, у слободном преводу, „брзонога“) је у грчкој митологији била једна од Харпија.

## Митологија
Хомер је у „Илијади“ навео да има неколико Харпија, али само једну по имену; Подаргу. Она је са Зефиром родила Ахилове божанске коње, Ксанта и Балија. Као њену децу неки аутори наводе и Флогеја, Харпага и Ариона. Објашњење зашто је родила коње је да ју је Зефир оплодио када је у виду кобиле пасла крај Океана.